# لاتیویس ویلیامز
لاتیویس ویلیامز (انگلیسی: Latavious Williams؛ زادهٔ ۲۹ مارس ۱۹۸۹) بازیکن بسکتبال اهل ایالات متحده آمریکا است.
از باشگاه‌هایی که در آن بازی کرده‌است می‌توان به باشگاه بسکتبال یوونتوت بادالونا و باشگاه بسکتبال بیلبائو اشاره کرد.